# Архиепархия Пасу-Фунду
Архиепархия Пасу-Фунду (лат. Archidioecesis Passofundensis) — архиепархия Римско-католической церкви c центром в городе Пасу-Фунду, Бразилия. В митрополию Пасу-Фунду входят епархии Вакарии, Фредерику-Вестфалена, Эрешины. Кафедральным собором архиепархии Пасу-Фунду является собор Пресвятой Девы Марии.

## История
10 марта 1951 года Римский папа Пий XII издал буллу Si qua dioecesis, которой учредил епархию Пасу-Фунду, выделив её из епархии Санта-Марии (сегодня — Архиепархия Санта-Марии).
22 мая 1961 года и 27 мая 1971 года епархия Пасу-Фунду передала часть своей территории для возведения новых епархий Фредерику-Вестфалена и Эрешины.
13 апреля 2011 года Римский папа Бенедикт XVI издал буллу Ad totius dominici, которой возвёл епархию Пасу-Фунду в ранг архиепархии.

## Ординарии архиепархии
- епископ João Cláudio Colling (23.03.1951 — 29.08.1981) — назначен архиепископом Порту-Алегри;
- епископ Urbano José Allgayer (4.02.1982 — 19.05.1999);
- архиепископ Pedro Ercílio Simon (19.05.1999 — 11.07.2012);
- архиепископ Antônio Carlos Altieri (11.07.2012 — 15.07.2015, в отставке);
- архиепископ Rodolfo Luís Weber (2.12.2015 — по настоящее время).

## Источник
- Annuario Pontificio, Libreria Editrice Vaticana, Città del Vaticano, 2003, ISBN 88-209-7422-3
- Булла Si qua dioecesis Архивная копия от 3 марта 2016 на Wayback Machine, AAS 43 (1951), стр. 541  (лат.)
- Булла Pro apostolico Архивная копия от 27 марта 2010 на Wayback Machine, AAS 45 (1953), стр. 171  (лат.)
- Булла Ad totius dominici Архивная копия от 16 июля 2012 на Wayback Machine, AAS 103 (2011), стр. 442  (лат.)